# Liste der größten Rückversicherer in Bermuda
Die Liste der größten Rückversicherer in Bermuda enthält die zwanzig größten Rückversicherungsunternehmen mit Hauptsitz in Bermuda nach Umsatzerlösen, d. h. den gezeichneten Prämieneinnahmen.

## Hintergrund
Seit den 1960er Jahren hat sich Bermuda zu einem der bedeutendsten Versicherungsstandorte weltweit entwickelt, so dass sich die Bezeichnung Bermudaversicherer etabliert hat. Maßgeblich für diese Entwicklung sind insbesondere die lokalen rechtlichen Rahmenbedingungen sowie die Steuerbelastung und weiteren regulatorischen Vorgaben. Auch nach der Einführung des strengeren Aufsichtsregimes für Versicherungsunternehmens durch Solvency II blieben die Vorteile bezüglich Kapitalausstattung bestehen, da die Europäische Union die Vorgaben des bermudianischen Aufsichtsrecht zu den europäischen Vorgaben gleichwertig einstufte.
Teilweise fokussieren sich bermudianische Rückversicherungsunternehmen nur auf Lebens- oder Schadens-Rückversicherung, teilweise bieten sie spartenübergreifend Rückversicherungsschutz an. Vereinzelt sind die aufgeführten Unternehmen Tochterunternehmen von international tätigen Versicherungsgruppen, die unter Ausnutzung der oben genannten Vorteile ihr gesamtes oder Teile des Rückversicherungsgeschäfts nach Bermuda verlegt haben.

## Liste der Unternehmen
Grundsätzlich betreffen die dargestellten Prämieneinnahmen das Rückversicherungsgeschäft, teilweise sind jedoch auch Prämieneinnahmen von Erstversicherungsgeschäft enthalten.
| Rang | Name                            | Nettoprämieneinnahme (in Mrd. $) | Veränderung (in %) | Gewinn (in Mrd. $) | Schaden-Kosten-Quote (in %) |
| ---- | ------------------------------- | -------------------------------- | ------------------ | ------------------ | --------------------------- |
| 1.   | Sompo International Holdings    | 3.415,6                          | 11,2               | n/a                | n/a                         |
| 2.   | PartnerRe                       | 3.194,6                          | 15,0               | n/a                | 90,6                        |
| 3.   | Arch Re                         | 2.311,1                          | 37,8               | 900,8              | 93,9                        |
| 4.   | RenaissanceRe                   | 2.099,8                          | 38,7               | n/a                | 93,8                        |
| 5.   | Everest Re                      | 2.088,1                          | 45,3               | 787,5              | 75,8                        |
| 6.   | Ascot Group                     | 1.981,6                          | 52,5               | −24,4              | 97,4                        |
| 7.   | Hannover Re Bermuda             | 1.172,0                          | 85,2               | 511,4              | 69,1                        |
| 8.   | Allied World Assurance Company  | 1.106,1                          | 26,6               | 19,1               | 101,1                       |
| 9.   | Chubb Tempest Re                | 873,1                            | 19,5               | 259,8              | 108,7                       |
| 10.  | Qatar Re                        | 767,6                            | −16,0              | −202,7             | 124,8                       |
| 11.  | DaVinci Re                      | 682,2                            | 31,4               | n/a                | 117,6                       |
| 12.  | Fidelis Insurance               | 672,4                            | 13,6               | 24,7               | n/a                         |
| 13.  | SiriusPoint Bermuda             | 424,3                            | n/a                | −104,6             | 121,5                       |
| 14.  | International General Insurance | 382,6                            | 13,1               | 77,2               | 77,6                        |
| 15.  | Aspen Bermuda                   | 372,2                            | 54,1               | −76,7              | 126,7                       |
| 16.  | Convex Re                       | 363,7                            | 105,7              | −80,2              | 128,1                       |
| 17.  | Lancashire Insurance            | 290,4                            | 130,2              | −14,6              | 114,9                       |
| 18.  | Markel Bermuda                  | 156,1                            | 9,1                | −44,5              | 125,7                       |
| 19.  | Hiscox Bermuda                  | 150,6                            | 50,6               | 29,3               | 50,4                        |
| 20.  | Vermeer Re                      | 96,8                             | 10,2               | n/a                | 59,2                        |

Stand: 2023